# Brest (Merošina)
Brest es un pueblo ubicado en la municipalidad de Merošina, en el distrito de Nišava, Serbia.

## Superficie
Posee una superficie de 8,014 kilómetros cuadrados.

## Demografía
Hasta 2011 la población era de 547 habitantes, con una densidad de población de 68,26 habitantes por kilómetro cuadrado.